# Tom Schaar
Tom Schaar (Malibù, 14 settembre 1999) è uno skater professionista statunitense È stato il primo skater a compiere un "1080", ovvero tre rotazioni. È diventato la più giovane medaglia d'oro agli X Games dopo aver completato il primo 1080 in una competizione agli 2012 Asia X Games di Shanghai; il più giovane campione di Dew Tour, il più giovane campione Vans Pool Party, e la più giovane medaglia d'oro "Big Air" agli Austin X Games. Prima di compiere 18 anni, Schaar ha vinto otto medaglie agli X Games..

## Biografia

### Vita privata
Tom Shaar è nato il 14 settembre 1999 a Malibù, California, USA. Ha iniziato a fare skateboard all'età di quattro anni su una piccola rampa nel giardino di famiglia.
Nel tempo libero oltre a praticare lo skateboarding, pratica surf.

### Carriera

#### 900
Nell'ottobre 2011, Schaar è diventata l'ottava persona nella storia per aggiudicarsi un 900 su uno skateboard.
Nel settembre 2016, Schaar è diventata la prima persona nella storia a far atterrare uno Stalefish 900 su uno skateboard.

#### 1080
Nel 2006, lo skater e snowboarder Shaun White ha tentato senza successo il 1080 in 21 occasioni negli X Games di quell'anno e in 29 occasioni l'anno prima. In precedenza era stato considerato il "Sacro Graal degli skateboarding trick". All'età di 6 anni, Schaar aveva visto i tentativi di White del 2006 dagli spalti.
Nel marzo del 2012, all'età di 12 anni, Schaar sbarcò il primo 1080 su uno skateboard dopo quattro tentativi precedenti (infruttuosi). Schaar ha commentato su ESPN.com: "È stato il trucco più difficile che abbia mai fatto, ma è stato più facile di quanto pensassi."
Agli Asian X Games, ha vinto lo skate Mini Mega atterrando sul 1080, ed è diventato il primo a sbarcare un 1080 su uno skateboard in una competizione e il più giovane a vincere una medaglia d'oro X Games all'età di 12.

## Sponsor
Gli sponsor principali di Schaar sono Element Skateboards, Vans Shoes, Monster Energy. e LifeProof.

## Records
| Records      | Records                                                                         | Records                                       | Records                                     |
| Anno         | Record                                                                          | Luogo                                         | Note                                        |
| ------------ | ------------------------------------------------------------------------------- | --------------------------------------------- | ------------------------------------------- |
| Ottobre 2011 | 900                                                                             | MegaRamp Woodward West, Tehachapi, California |                                             |
| Marzo 2012   | 1080                                                                            | MegaRamp Woodward West, Tehachapi, California | 5° tentativo Guinness dei primati detentore |
| Aprile 2012  | 1080 in concorso                                                                | 2012 X Games Asia                             |                                             |
| Aprile 2012  | Il più giovane concorrente che abbia mai vinto una medaglia d'oro agli X-Games. | 2012 X Games Asia                             | Età: 12. Detentore Guinness dei primati     |

## Storia dei concorsi
- 3º nel 2018 Vans Park Series Suzhou[21]
- 5º nel 2018 X Games Minneapolis Skateboard Big Air[21]
- 3º nel 2018 X Games Minneapolis Skateboard Park[21]
- 1º nel 2018 Vans Park Series Sao Paulo[22]
- 1º nel 2018 Vans Pool Party Pros Division[21]
- 2º nel 2018 Air & Style LA Skateboard Best Trick[21] ãã
- 3º nel 2018 Air & Style LA Skateboard Park[21]
- 3º nel 2018 Bowl-A-Rama Bondi Beach[23]
- 2º nel 2017 X Games Minneapolis Skateboard Park[24]
- 2º nel 2017 X Games Minneapolis Skateboard Big Air[25]
- 1º nel 2017 Vans Pool Party Pros Division[26]
- 2º nel 2017 Bowl-A-Rama Bondi Beach[27]
- 3º nel 2017 Vans Park Series Shanghai[28]
- 1º nel 2017 Vans Park Series Huntington Beach[29]
- 3º nel 2017 Vans Park Series Vancouver[30]
- 2º nel 2017 Vans Park Series Malmö[31]
- 4º nel 2017 Vans Park Series São Paulo[32]
- 1º nel 2017 Vans Park Series Sydney[33]
- 4º nel 2016 Vans Park Series Huntington Beach[34]
- 5º nel 2016 Vans Park Series Floripa[35]
- 6º nel 2016 Vans Park Series Melbourne[36]
- 5º nel 2016 X Games Austin Skateboard Park[37]
- 3º nel 2016 Bowl-A-Rama Bondi Beach[27]
- 3º nel 2015 X Games Austin Big Air Doubles, partnered with Zack Warden[38]
- 3º nel 2015 X Games Austin Skateboard Big Air[39]
- 1º nel 2015 Vans Pool Party Pros Division[40]
- 1º nel 2014 X Games Austin Skateboard Big Air[41]
- 2º nel 2014 Dew Tour Skateboard Bowl Ocean City Maryland[42]
- 4º nel 2014 Van Doren Invitational Vancouver Skateboard Park[43]
- 2º nel 2013 X Games Los Angeles Skateboard Big Air[44]
- 3º nel 2013 X Games Munich Skateboard Big Air[45]
- 6º nel 2013 X Games Munich Skateboard Vert[46]
- 4º nel 2013 Dew Tour Skateboard Bowl Ocean City Maryland[47]
- 4º nel 2013 X Games Barcelona Skateboard Big Air[48]
- 9º nel 2013 X Games Barcelona Skateboard Park[49]
- 5º nel 2013 Vans Pool Party Pros Division[50]
- 4º nel 2013 X Games Foz do Iguaçu Skateboard Big Air[51]
- 6º nel 2013 X Games Foz do Iguaçu Skateboard Vert[52]
- 1º nel 2012 Dew Tour Skateboard Mega 2.0 Ocean City Maryland[4]
- 5º nel 2012 Dew Tour Skateboard Bowl Ocean City Maryland[4]
- 6º nel 2012 X Games Los Angeles Skateboard Big Air[53]
- 7º nel 2012 X Games Los Angeles Skateboard Vert[54]
- 1º nel 2012 X Games Shanghai Skateboard Mega 2.0[3]
- 4º nel 2012 X Games Shanghai Skateboard Vert[3]